# Microsphaeropsis conielloides
Microsphaeropsis conielloides är en svampart som beskrevs av B. Sutton 1974. Microsphaeropsis conielloides ingår i släktet Microsphaeropsis och familjen Montagnulaceae.   Inga underarter finns listade i Catalogue of Life.